# Гвинейский залив
Гвине́йский залив (англ. Gulf of Guinea, фр. Golfe de Guinée, исп. Golfo de Guinea, порт. Golfo da Guiné) — залив Атлантического океана, который омывает Гвинейское побережье Африки.

## География и гидрография
Вдаётся в сушу между мысами Пальмас на северо-западе (Либерия) и Лопес на юго-востоке. Юго-западная граница залива определяется по линии, идущей от мыса Лопес (0°37' ю. ш., 8°43' в. д.) на северо-запад до острова Ролаш (Гагу-Коутинью, 0°01' ю. ш., 6°32' в. д.), а затем на северо-запад до мыса Пальмас (4°22' с. ш., 7°44' з. д.). В Гвинейском заливе расположена точка пересечения Гринвичского меридиана и экватора.
Существуют также альтернативные определения границ. По разным источникам, площадь залива составляет от 753 тыс. км² (Большая российская энциклопедия) до 2,35 млн км² (WorldAtlas.com, рассматривающий береговую линию от Анголы до Сенегала). Общая протяжённость береговой линии между Сенегалом и Анголой — около 6000 км. Береговая линия залива представляет собой часть западной оконечности Африканской литосферной плиты и по очертаниям близко совпадает с подводной окраиной Южной Америки между Бразилией и Гвианой, что было одним из наиболее очевидных подтверждений теории дрейфа материков. Дно океана образует Гвинейскую котловину глубиной до 6363 м. Гвинейский залив — одно из самых глубоких мест Мирового океана: глубины нарастают на юго-западе, опускаясь до 5 км и глубже.
Составными частями Гвинейского залива являются заливы Бенин (на севере) и Биафра (Бонни, на востоке), которые разделены цепью островов Камерунской линии. Данная линия, состоящая из островов вулканического происхождения тянется на 724 км на юго-запад от вулкана Камерун на побережье одноимённого государства. Крупнейшие острова — Биоко, Сан-Томе, Принсипи, Аннобон. Континентальный шельф почти на всём протяжении береговой линии остаётся узким, расширяясь примерно до 160 км только между Сьерра-Леоне и принадлежащим Гвинее-Биссау архипелагом Бижагош, а также в заливе Биафра.
Приливы полусуточные, высотой до 2,7 м. Вдоль северного побережья Гвинейского залива на протяжении 400—480 км от Либерии до залива Биафра проходит тёплое тропическое Гвинейское течение. Навстречу ему и южнее несёт воды в сторону экватора более холодное Бенгельское течение. Тёплые воды залива защищает от вторжения холодной воды Бенгельского и Канарского течений на юге и севере сток больших рек — соответственно Конго и Сенегала. В залив впадают реки Вольта, Веме, Нигер и др.
Температура воды 25—27 °C; солёность — 34—35 ‰, близ устьев рек понижается до 20—30 ‰. Низкая солёность воды связана с такими факторами, как значительный объём стока пресных рек и большое количество осадков вдоль побережья. Верхний тёплый и слабосолёный слой воды отделяет от более глубоких солёных и холодных вод термоклин, проходящий на относительно небольшой глубине — как правило, менее 30 м.

## Биоразнообразие
Разнообразие растительного и животного мира залива достаточно ограниченное по сравнению с западной тропической частью Атлантического океана и в особенности с Индо-Тихоокеанской областью. Эта особенность связана с отсутствием систем коралловых рифов из-за низкой солёности и относительно высокой мутности вод Гвинейского течения, а также с климатическими изменениями в миоценовую эпоху. Период между 23 и 5,3 млн лет назад характеризовался общим похолоданием, и в Атлантике, в отличие от Индо-Тихоокеанской области, оказалось значительно меньше мест, где могли найти убежище тропические виды.
В заливе обитают летучие рыбы, кальмары, акулы, рыбы-лоцманы и др.

## Экономика
В пределах залива располагается нефтегазоносный бассейн, ведётся добыча нефти. По усреднённой оценке Геологической службы США за 2006 год, только в провинции Гвинейского залива (водах от восточной границы Либерии до дельты Нигера вдоль берегов Кот-д’Ивуара, Ганы, Того, Бенина и Западной Нигерии) неразведанные запасы нефти составляют 1,004 млрд баррелей нефтяного эквивалента, природного газа — 10 071 млрд кубических футов (285 млрд м³) и газового конденсата — 282 млн баррелей. Бо́льшая часть этих запасов предположительно расположена на больших глубинах. Объёмы разведанного ископаемого топлива составляют 4,5 % от мировых для нефти и 2,7 % для газа, в основном в исключительной экономической зоне Нигерии. В регионе добывается 60 % всей африканской нефти.
Главные порты — Абиджан (Кот-д’Ивуар), Аккра, Тема и Такоради (Гана), Ломе (Того), Котону (Бенин), Лагос (Нигерия), Дуала и Криби (Камерун), Либревиль (Габон). Через воды Гвинейского залива осуществляются многочисленные морские перевозки, в них ежедневно находится около 1,5 тысячи грузовозов, танкеров и рыболовецких судов. При этом навигация в акватории залива страдает от пиратства. Только за 2020 год в заливе было совершено 84 нападения на суда, захвачены в заложники с целью выкупа 135 человек. Количество нападений выросло с 2018 по 2020 год более чем на 50 %. По состоянию на 2021 год количество похищений на море с целью получения выкупа составляло 95 % от общемирового.